# Girlsgolf TV
girlsgolf TV（ガールズ・ゴルフ・ティーヴィ―)は、サンテレビジョンで2020年4月8日から同年9月30日まで放送されていたゴルフ番組。

## 概要
2019年4月から1年間放送された『Pretty & Challenge - GIRLSGOLF -』の内容を引き継ぐ形でスタート。ゴルフ大好き女子がゴルフのほか、おしゃれや美味しいものなど興味のあることを紹介する。ファッションモデルの湯浅喬子とゲストプロ、前番組で結成した「チーム・プリチャレ」メンバーが楽しくプレーするほか、英語を楽しく学べるコーナーや最新トレンドのゴルフウエアを紹介するファッションチェックのコーナーは前番組から継続している。
しかし、新型コロナウイルス感染拡大の影響でロケができなかったこともあり、番組は同年9月30日放送をもって終了した。なお、「チーム・プリチャレ」は後継番組の『遠藤章造のイケ男とイケ女のイケてるGOLF!』に引き続き出演する。

## 出演
- 湯浅喬子
- 山岡晶子（チーム・プリチャレ）
- 岩倉千恵（チーム・プリチャレ）
- 金沢泉（チーム・プリチャレ）
- 作山亮子（チーム・プリチャレ）

### ラウンドゲスト
- 澤井瞳（2020年4月度[2]、7月度、9月度）
- 高木萌衣（2020年8月度）

## ロケに使われたゴルフ場
- 龍野クラシックゴルフ倶楽部（兵庫県たつの市・2020年4月度）
- ローズゴルフクラブ（滋賀県甲賀市信楽町・2020年7月度、9月度）
- 青山ゴルフクラブ（兵庫県姫路市・2020年8月度）

## 放映リスト
※放送日はサンテレビ基準。2020年5月、6月期は#1〜4の総集編を放送。
1. 澤井瞳プロを迎えて対決スタート!（2020年4月8日）
2. 池越えのパー4を攻略!（2020年4月15日）
3. チームは作戦で難しいホールを攻略?（2020年4月22日）
4. 最終ホールは谷越え!いざ勝負!!（2020年4月29日）
5. スタートからパー5!プロに肉迫!!（2020年7月1日）
6. 3人の力を合わせたプレー戦略の行方（2020年7月8日）
7. 今週も絶好調!プロを振りちぎれ!!（2020年7月15日）
8. 最終ホールまでもつれ込んだ好ゲーム（2020年7月22日）
9. #5～#8ダイジェスト（2020年7月29日）
10. 高木萌衣プロの技が光る!（2020年8月5日）
11. 高木萌衣プロに早速のピンチ到来!?（2020年8月12日）
12. いよいよ高木萌衣プロが本気で反撃へ（2020年8月19日）
13. 逃げ切れるかも!?最終ホールの行方（2020年8月26日）
14. 高木萌衣プロとの戦い総集編!（2020年9月2日）
15. 澤井瞳プロ再び登場!まずはパー5!（2020年9月9日）
16. 絶好調の澤井瞳プロに千恵ちゃん奮闘（2020年9月16日）
17. チームプリチャレにチャンス到来!!（2020年9月23日）
18. いよいよ最後の戦い、その結果は!?（2020年9月30日<最終回>）

## ネット局
| 放送対象地域 | 放送局           | 系列      | 放送時間                 | 放送期間                     | 備考      |
| ------------ | ---------------- | --------- | ------------------------ | ---------------------------- | --------- |
| 兵庫県       | サンテレビジョン | 独立UHF局 | 毎週水曜日23:30 - 翌0:00 | 2020年4月8日 - 2020年9月30日 | 制作局    |
| 全国         | スカイA          | CS放送    | 放送日時不定             | 2020年7月4日 -               | 3ヶ月遅れ |